# Zbigniew Polit
Zbigniew Polit (ur. ok. 1927, zm. 3 czerwca 1986) – wiceprezydent Łodzi, działacz polityczny i samorządowy.

## Życiorys
Od 1975 Zbigniew Polit był wiceprezydentem Łodzi. Był członkiem Stronnictwa Demokratycznego, w latach 1976–1981 przewodniczącym Łódzkiego Komitetu i członkiem Centralnego Komitetu SD. Pełnił funkcję radnego Dzielnicowej Rady Narodowej „Łódź–Śródmieście” i Rady Narodowej miasta Łodzi oraz zastępcy przewodniczącego Prezydium Rady Narodowej miasta Łodzi. Był ławnikiem Sądu Wojewódzkiego w Łodzi, a także przewodniczącym Rady Zakładu Doskonalenia Zawodowego.
Pochowany został na Cmentarzu Komunalnym Doły (Kwatera: IX, Rząd: 3, Grób: 1).

## Odznaczenia
- Krzyż Oficerski Orderu Odrodzenia Polski,
- Krzyż Kawalerski Orderu Odrodzenia Polski,
- Medal 40-lecia Polski Ludowej[2],
- Honorowa Odznaka Miasta Łodzi[1],
- Honorowa Odznaka Województwa Łódzkiego[1].